# Associació Àsia-Pacífic sobre el Desenvolupament Sostenible i del Clima
L'Associació Àsia-Pacífic sobre el Desenvolupament Sostenible i del Clima (en anglès Asia-Pacific Partnership on Clean Development and Climate) fou anunciat al 28 de juliol del 2005 pels sis estats més problemàtics del protocol de Kyoto: els EUA, Austràlia, Corea del Sud, la República Popular de la Xina, el Japó i l'Índia; el Canadà s'hi va afegir el 16 d'octubre del 2007. L'objectiu era trobar una alternativa al protocol de Kyoto sobre la base de negar els mètodes del mateix protocol. Fou una iniciativa de l'administració Bush que va convidar els governs i el sector privat de dits països a accelerar la utilització de tècniques energètiques sostenibles i a replantejar-se per complet els objectius en matèria d'energia, desenvolupament sostenible i canvi climàtic. Dit d'una altra manera, elaborar mètodes alternatius que permetin lluitar contra el canvi climàtic i al mateix temps seguir amb el model heretat de la segona revolució industrial.